# Bouvron (Loire-Atlantique)
Pour les articles homonymes, voir Bouvron.

Situation de la commune de Bouvron dans le département de la Loire-Atlantique

Bouvron est une commune de l'Ouest de la France, située dans le département de la Loire-Atlantique, en région Pays de la Loire. Bouvron fait partie de la communauté de communes de la région de Blain, qui correspond au « pays de Blain ». Elle fait aussi partie de la Bretagne historique, située en pays Nantais, un des pays traditionnels de Bretagne.

## Géographie
Bouvron se situe à 36 km au nord-est de Saint-Nazaire, à 10 km au nord-est de Savenay et à 49 km au nord-ouest de Nantes.
Les communes limitrophes sont Quilly, Campbon, Savenay, Blain, Fay-de-Bretagne et Guenrouet.

### Climat
Pour des articles plus généraux, voir Climat des Pays de la Loire et Climat de la Loire-Atlantique.
En 2010, le climat de la commune est de type climat océanique franc, selon une étude du CNRS s'appuyant sur une série de données couvrant la période 1971-2000. En 2020, Météo-France publie une typologie des climats de la France métropolitaine dans laquelle la commune est exposée à un climat océanique et est dans la région climatique  Bretagne orientale et méridionale, Pays nantais, Vendée, caractérisée par une faible pluviométrie en été et une bonne insolation.
Pour la période 1971-2000, la température annuelle moyenne est de 11,9 °C, avec une amplitude thermique annuelle de 13,2 °C. Le cumul annuel moyen de précipitations est de 811 mm, avec 12,4 jours de précipitations en janvier et 6,3 jours en juillet. Pour la période 1991-2020, la température moyenne annuelle observée sur la station météorologique de Météo-France la plus proche, sur la commune de Blain à 9 km à vol d'oiseau, est de 12,1 °C et le cumul annuel moyen de précipitations est de 837,6 mm,. Pour l'avenir, les paramètres climatiques de la commune estimés pour 2050 selon différents scénarios d'émission de gaz à effet de serre sont consultables sur un site dédié publié par Météo-France en novembre 2022.

## Urbanisme

### Typologie
Au 1er janvier 2024, Bouvron est catégorisée commune rurale à habitat dispersé, selon la nouvelle grille communale de densité à sept niveaux définie par l'Insee en 2022.
Elle est située hors unité urbaine. Par ailleurs la commune fait partie de l'aire d'attraction de Nantes, dont elle est une commune de la couronne,. Cette aire, qui regroupe 116 communes, est catégorisée dans les aires de 700 000 habitants ou plus (hors Paris),.

### Occupation des sols
L'occupation des sols de la commune, telle qu'elle ressort de la base de données européenne d’occupation biophysique des sols Corine Land Cover (CLC), est marquée par l'importance des territoires agricoles (94,7 % en 2018), une proportion sensiblement équivalente à celle de 1990 (95 %). La répartition détaillée en 2018 est la suivante : 
terres arables (41,2 %), zones agricoles hétérogènes (41,2 %), prairies (12,3 %), forêts (2,7 %), zones urbanisées (2,6 %). L'évolution de l’occupation des sols de la commune et de ses infrastructures peut être observée sur les différentes représentations cartographiques du territoire : la carte de Cassini (XVIIIe siècle), la carte d'état-major (1820-1866) et les cartes ou photos aériennes de l'IGN pour la période actuelle (1950 à aujourd'hui).

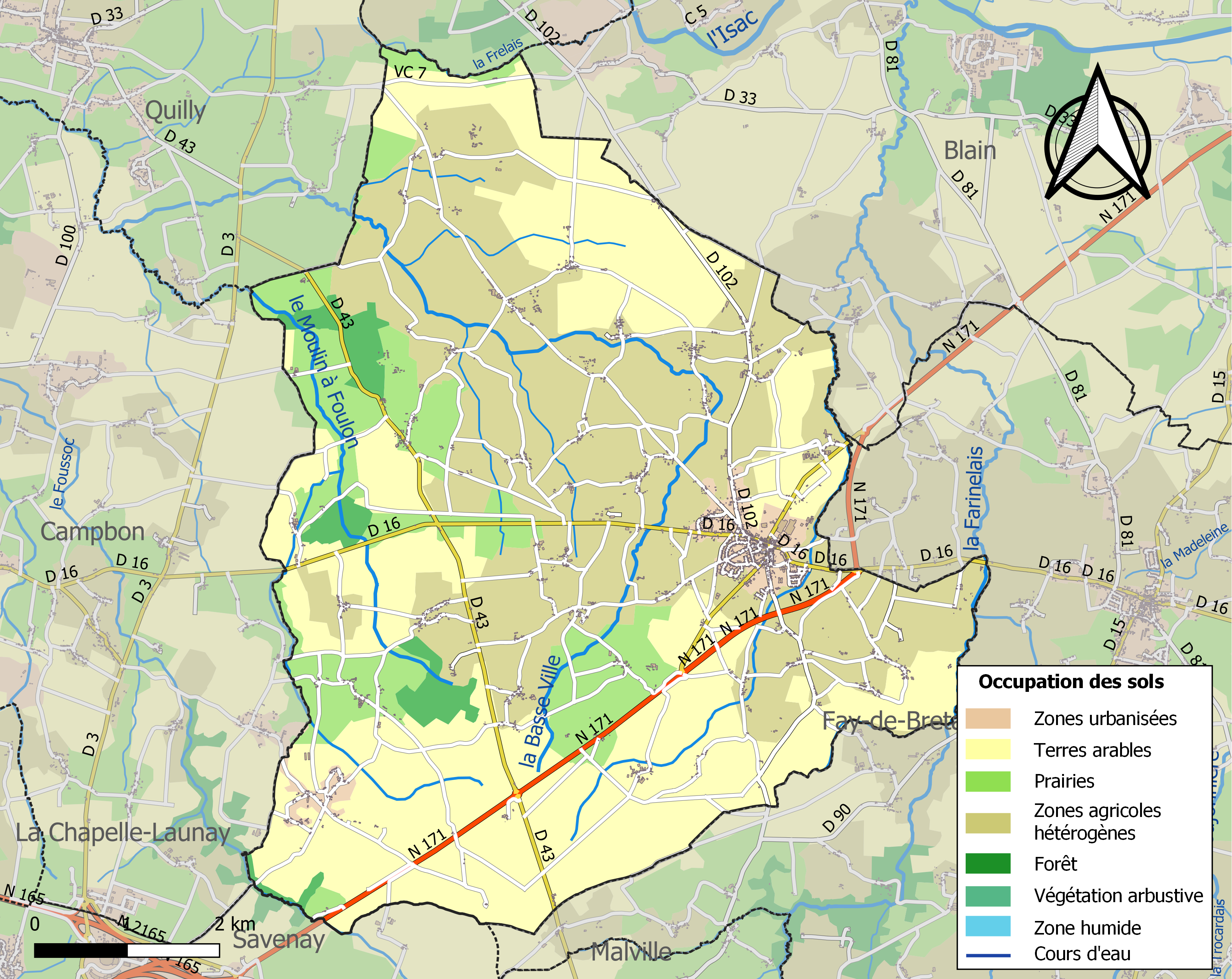
Carte des infrastructures et de l'occupation des sols de la commune en 2018 (CLC).

## Toponymie
Le nom de la commune est Bouvron en français ainsi qu'en gallo,. Il est attesté sous la forme Buluuron en 878.
Une étude étymologique nous dit que Buluuron viendrait du gaulois bebronnos, de bebros (castors) et de onno (rivière, cf. l'étymologie de l'Ogne). Bouvron signifierait donc « rivière aux castors ». Bouvron tirerait ainsi son nom du petit cours d'eau situé à l'est du bourg (ruisseau de Gautret) et qui va se jeter dans l'Isac.

Une autre explication plausible veut que le nom de Bouvron vienne du mot « bovus » (bœuf en latin) puisque Bouvron était réputé anciennement pour sa foire aux jeunes bœufs. Les marchands de ces bêtes s'appelleraient les bouverons et un boveron serait un lieu de pacage de bœufs. Mais le nom « Boveron » ou « Bouveron » n'apparaît dans les textes que vers le XIIe siècle alors que dans un texte daté du 8 mai 878 du cartulaire de Redon, on retrouve le nom de « Buluuron » (nom donné aux terres de Bouvron) cédé au monastère de Saint-Sauveur de Redon.».
Le patois parlé à Bouvron, issu du gaulois et du latin s'est enrichi par la suite de mots venus d'ailleurs (invasions de l'Est, nordiques), comme toute langue vivante. L'apport du breton y est relativement présent.

## Toponymie des rues du bourg de Bouvron
Après le décès de Louis Guihot survenu en 1932, le nouveau maire Pierre Hervy et son conseil municipal décident de donner des noms de rues et de place  au bourg de Bouvron en 1933.
La rue principale devient la rue Louis Guihot dont le conseil vient d'apprendre la générosité faite à la commune et au canton de Blain. Les rues adjacentes porteront respectivement le nom des quatre précédents maires de Bouvron :
- Jean-Louis Maillard, maire de 1889 à 1892,
- Albert de Serrant, maire de 1886 à 1889,
- Louis Waldeck-Rousseau, maire de 1883 à 1886,
- Eugène Couétoux du Tertre maire de 1852 à 1883.
La rue, au nord de la place, portera le nom de Jean Lemée, identifié alors comme le premier maire de Bouvron.
Dans son prolongement, en allant vers le cimetière et devant la cure, la rue de la Cure portera le nom de Jean-Baptiste Ollivier, prêtre trop âgé pour entreprendre la construction de la future église mais qui avait  œuvré à la collecte des fonds nécessaires à sa construction.
La place au sud de la mairie d'alors, là où se trouvait l'ancien cimetière et là où fut fusillé Nicolas Corbillé en 1794, par le peloton d’exécution des volontaires du bataillon de la Manche, portera le nom de la Place de l' Abbé Corbillé.
Les noms de Saint-Julien et Saint-André sont donnés aux deux rues qui aboutissent à la chapelle Saint-Julien, alors en ruine, et à l'ermitage Saint-André.
La rue de Bardoux est créée à la sortie du Bourg vers Campbon, perpétuant le souvenir du village de Bardoux venu s'agglomérer au bourg.
La rue des Étangs, vient se substituer à la Malrue, en référence aux moines de Redon venus les creuser fin XIe, début XIIe siècle, nous indique le journal qui relate cette dénomination des rues.
Le journaliste déplore qu'aucune rue ne commémore la Grande Guerre dont l'armistice ne date que de 15 années.
Sur l'ossuaire de la partie nouvelle du cimetière, on vient d'ériger l'ancienne croix de granit monolithe de l'ancien cimetière qui se trouvait Place de l' Abbé Corbillé avant son transfert en 1840 auprès de la chapelle Saint-Mathurin, aujourd'hui disparue.

## Histoire

### L'épidémie de fièvre typhoïde de 1773
Le 30 janvier 1774 , le curé de Bouvron, François Delamarre évoque à la fin du registre des sépultures de l'année 1773 " la maladie épidémique qui a désolé cette paroisse [de Bouvron] dans le courant de cette année [1773] et qui a fait mourir une infinité de personnes, m'a obligé d'ajouter deux feuillets de papier au présent registre et foy doit y estre ajoutée aux autres feuillets".
François Bonamy, docteur-régent en médecine, et ancien recteur de l'Université de Nantes, est sollicité par le duc et la duchesse de Rohan, par la voie de M. le comte de la Violais, aux fins d'aller  secourir leurs vassaux des paroisses de Bouvron et de Fay,
Nous nous sommes transporté le lundi 31 janvier 1774, chez M. le Recteur de Bouvron, à sa cure distante de 6 à 7 lieues  de Nantes. Nous sommes resté audit lieu de Bouvron  jusqu'au dimanche suivant inclusivement ; pendant lequel  temps nous n'avons cessé de visiter une très grande quantilé d'habitants des dites paroisses attaquées de la maladie  épidémique qui y a fait des progrès et un très grand ravage depuis plusieurs mois qu'elle a commencé à se manifester.
« Nous soussignés, François Bonamy, docteur régent en médecine, etc., et Théodore Guénaud, ancien aide-major  de l'Hôtel-Dieu de Nantes et maître en chirurgie, demeurant à Savenay. Le 4 février 1774, nous sommes transportés sous le chapitreau de l'église paroissiale de Bouvron, où étant arrivés  entre les 9 et 10 heures du matin, l'on nous a présenté le cadavre de Joseph L...[LOCQUET] du village de la Courbelais, décédé dans la nuit du 2 au 3 du dit mois, âgé de 36 ans ; ledit a été attaqué de la fièvre maligne accompagnée de transport au cerveau et de mouvements convulsifs ; nous avons trouvé le corps tout couver! de poux et d'une très  grande maigreur. Ayant ouvert la tête, nous avons observé un engorgement très considérable, avec inflammation aux  membranes du cerveau, et une très grande quantité d'eau corrompue dans les ventricules de ce viscère. Ayant procédé  à l'ouverture de la poitrine, nous avons remarqué, dans les vaisseaux' du poumon, un très grand engorgement et une  adhérence considérable du lobe gauche à la plèvre -, les  ventricules du coeur gonflés d'un sang très noir. Parvenus au bas-ventre, avons trouvé le foye d'un volume considérable, et la vésicule du fiel gorgée d'une bile verdâtre ; les  intestins remplis de bile extrêmement jaune et épaisse. Nous avons aussi remarqué une phlyctène à la base du rein droit et un petit abcès dans son parenchyme contenant  environ une coque de noix de pus.
Nous estimons que l'inflammation de la masse du sang, l'abondance et l'acrimonie de la bile, occasionnées par  l'épidémie, ont été les vraies causes de la maladie et de la  mort dudit Joseph L...[LOCQUET] , que s'il eût été remédié à temps, il aurait pu se tirer d'affaire ? Fait et rédigé chez M. le Recteur, lesdits jour, mois et an que devant." GUÉNAUD.      BONAMY, D.-H. 
En 1886 le Docteur Eugène Bonamy (1844-1903) qui deviendra médecin-chef des hôpitaux de Nantes, l'arrière petit-fils du docteur François Bonamy qui est intervenu à Bouvron en 1774 analyse  les documents anciens conservés dans sa famille.
Il nous explique qu' "il s'agit d'une épidémie de fièvre typhoïde, autrement dite fièvre putride-maligne, dans le langage du temps.Elle prit naissance à Bouvron, où elle sévit avec une grande intensité, pour de là s'étendre à une partie de la Bretagne"

### La guerre de 1870
Le 2 décembre 1870 le ballon monté Volta, s'envole de la gare d'Orléans à Paris alors assiégé par les prussiens et termine sa course à Bouvron, après avoir parcouru 466 kilomètres.

### La Poche de Saint-Nazaire
C'est à Bouvron, à l'hippodrome du Grand Clos, que se déroule le 11 mai 1945, la cérémonie de la reddition des soldats allemands mettant fin à l'existence de la poche de Saint-Nazaire.

## Politique et administration
La période de la révolution fut très agitée à Bouvron. Le mémorial des maires, sur marbre, de la mairie comporte quelques erreurs. À l'époque où ce mémorial a été gravé, on a dû avoir du mal à trouver des sources fiables sur le début de la municipalité.
Sur ce mémorial, Nicolas Corbillé et Mathurin Pirio ne figurent pas alors qu'ils ont été les deux premiers maires, Guillaume Lebatard y figure alors qu'il n'a été que  « l'officier municipal en charge de l'état civil » et Julien Letourneur est prénommé Michel.

## Population et société

### Démographie
Selon le classement établi par l'Insee, Bouvron fait partie de l'aire urbaine et de la zone d'emploi de Nantes et du bassin de vie de Blain. Elle n'est intégrée dans aucune unité urbaine. Toujours selon l'Insee, en 2010, la répartition de la population sur le territoire de la commune était considérée comme « peu dense » : 91 % des habitants résidaient dans des zones « peu denses » et 9 % dans des zones « très peu denses ».

#### Évolution démographique
L'évolution du nombre d'habitants est connue à travers les recensements de la population effectués dans la commune depuis 1793. Pour les communes de moins de 10 000 habitants, une enquête de recensement portant sur toute la population est réalisée tous les cinq ans, les populations de référence des années intermédiaires étant quant à elles estimées par interpolation ou extrapolation. Pour la commune, le premier recensement exhaustif entrant dans le cadre du nouveau dispositif a été réalisé en 2004.

En 2022, la commune comptait 3 067 habitants, en évolution de −2,36 % par rapport à 2016 (Loire-Atlantique : +6,68 %, France hors Mayotte : +2,11 %).
| 1793  | 1800  | 1806  | 1821  | 1831  | 1836  | 1841  | 1846  | 1851  |
| ----- | ----- | ----- | ----- | ----- | ----- | ----- | ----- | ----- |
| 1 923 | 1 897 | 2 165 | 2 317 | 2 305 | 2 445 | 2 532 | 2 703 | 2 716 |

| 1856  | 1861  | 1866  | 1872  | 1876  | 1881  | 1886  | 1891  | 1896  |
| ----- | ----- | ----- | ----- | ----- | ----- | ----- | ----- | ----- |
| 2 912 | 3 004 | 3 058 | 3 012 | 3 118 | 3 193 | 3 283 | 3 177 | 3 112 |

| 1901  | 1906  | 1911  | 1921  | 1926  | 1931  | 1936  | 1946  | 1954  |
| ----- | ----- | ----- | ----- | ----- | ----- | ----- | ----- | ----- |
| 3 055 | 3 168 | 2 953 | 2 565 | 2 499 | 2 470 | 2 418 | 2 321 | 2 222 |

| 1962  | 1968  | 1975  | 1982  | 1990  | 1999  | 2004  | 2006  | 2009  |
| ----- | ----- | ----- | ----- | ----- | ----- | ----- | ----- | ----- |
| 2 278 | 2 285 | 2 295 | 2 334 | 2 402 | 2 408 | 2 579 | 2 575 | 2 810 |

| 2014  | 2019  | 2022  | - | - | - | - | - | - |
| ----- | ----- | ----- | - | - | - | - | - | - |
| 3 075 | 3 068 | 3 067 | - | - | - | - | - | - |

#### Pyramide des âges
La population de la commune est relativement jeune.
En 2018, le taux de personnes d'un âge inférieur à 30 ans s'élève à 36,4 %, soit en dessous de la moyenne départementale (37,3 %). À l'inverse, le taux de personnes d'âge supérieur à 60 ans est de 21,6 % la même année, alors qu'il est de 23,8 % au niveau départemental.
En 2018, la commune comptait 1 550 hommes pour 1 542 femmes, soit un taux de 50,13 % d'hommes, légèrement supérieur au taux départemental (48,58 %).
Les pyramides des âges de la commune et du département s'établissent comme suit.
| Hommes | Classe d’âge | Femmes |
| ------ | ------------ | ------ |
| 0,8    | 90 ou +      | 2,7    |
| 5,7    | 75-89 ans    | 9,1    |
| 12,2   | 60-74 ans    | 12,5   |
| 20,7   | 45-59 ans    | 17,8   |
| 23,9   | 30-44 ans    | 21,8   |
| 15,2   | 15-29 ans    | 14,8   |
| 21,5   | 0-14 ans     | 21,4   |

| Hommes | Classe d’âge | Femmes |
| ------ | ------------ | ------ |
| 0,6    | 90 ou +      | 1,8    |
| 6      | 75-89 ans    | 8,6    |
| 15,1   | 60-74 ans    | 16,4   |
| 19,4   | 45-59 ans    | 18,8   |
| 20,1   | 30-44 ans    | 19,3   |
| 19,2   | 15-29 ans    | 17,4   |
| 19,5   | 0-14 ans     | 17,6   |

## Patrimoine et culture locale

### Lieux et monuments

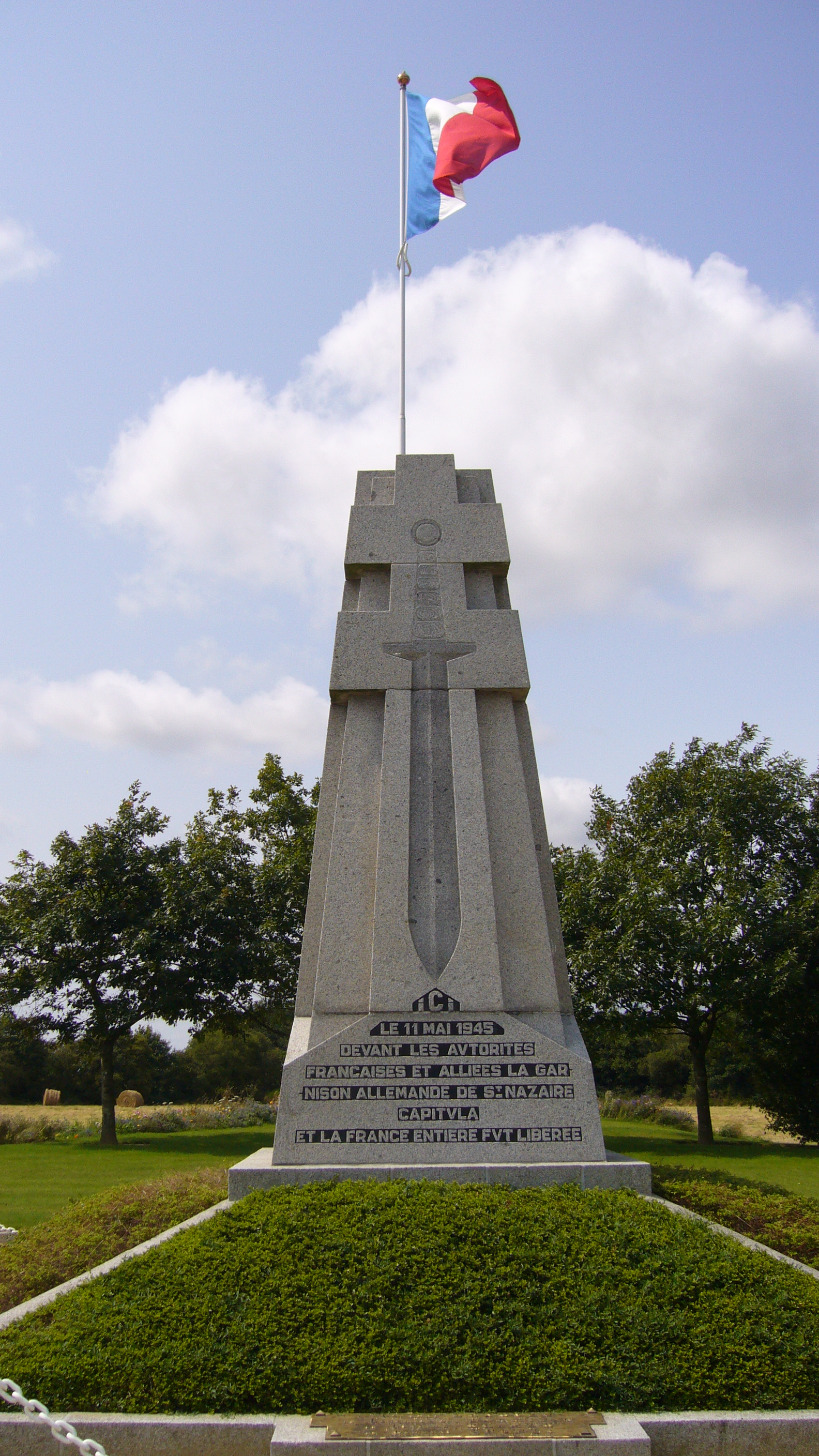
Le monument de la reddition de la poche de Saint-Nazaire.
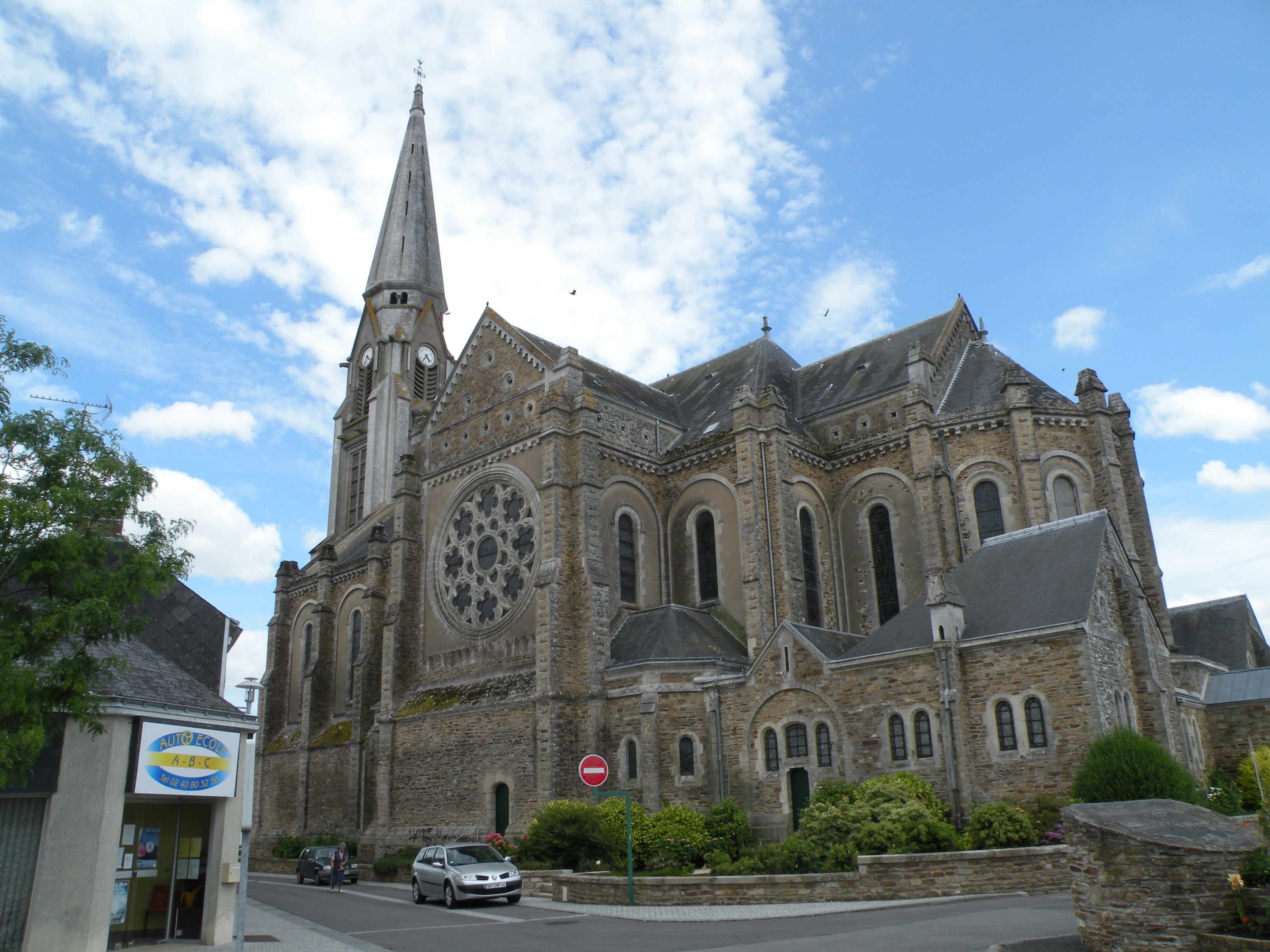
L'église de la Transfiguration.
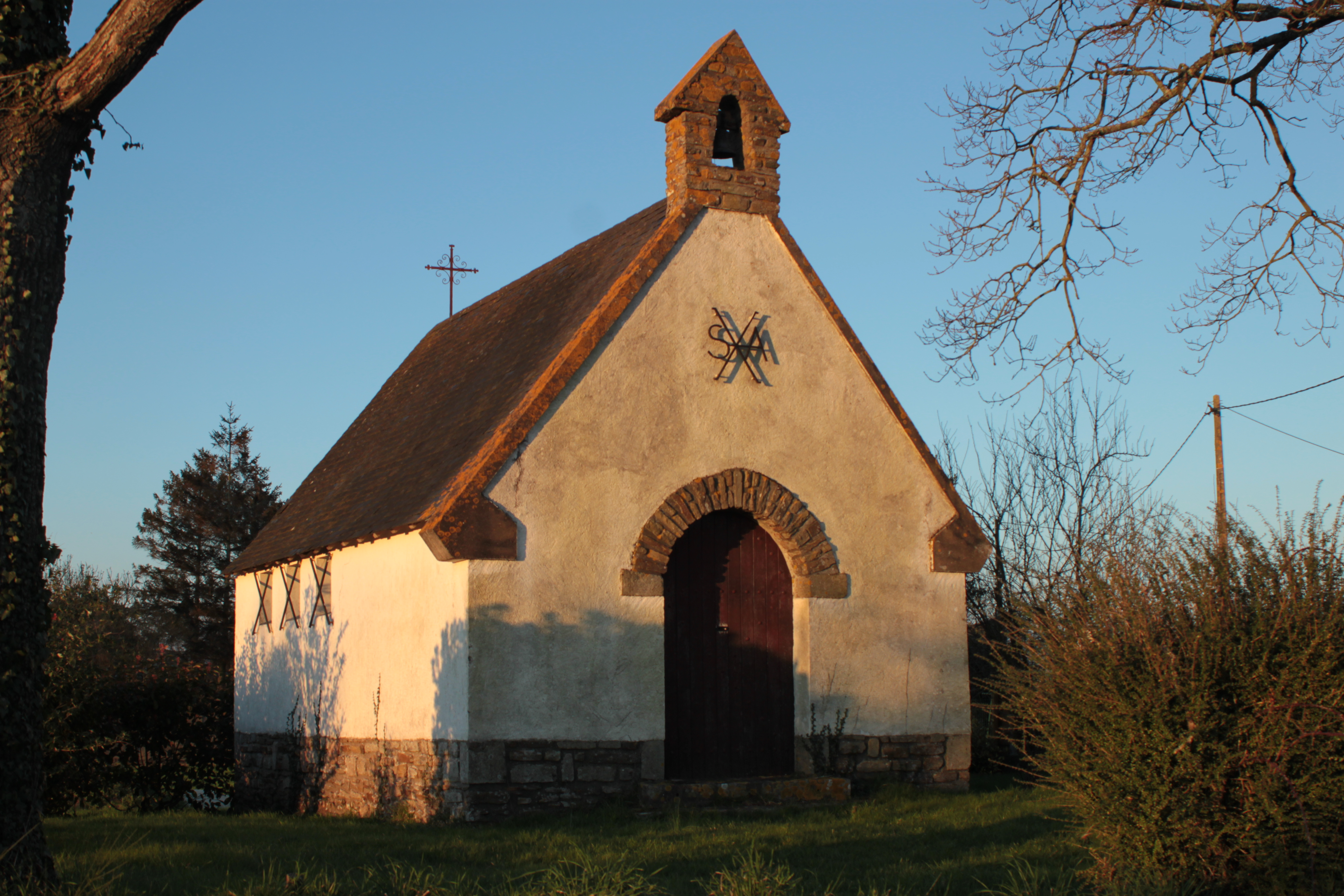
La chapelle Saint-André.
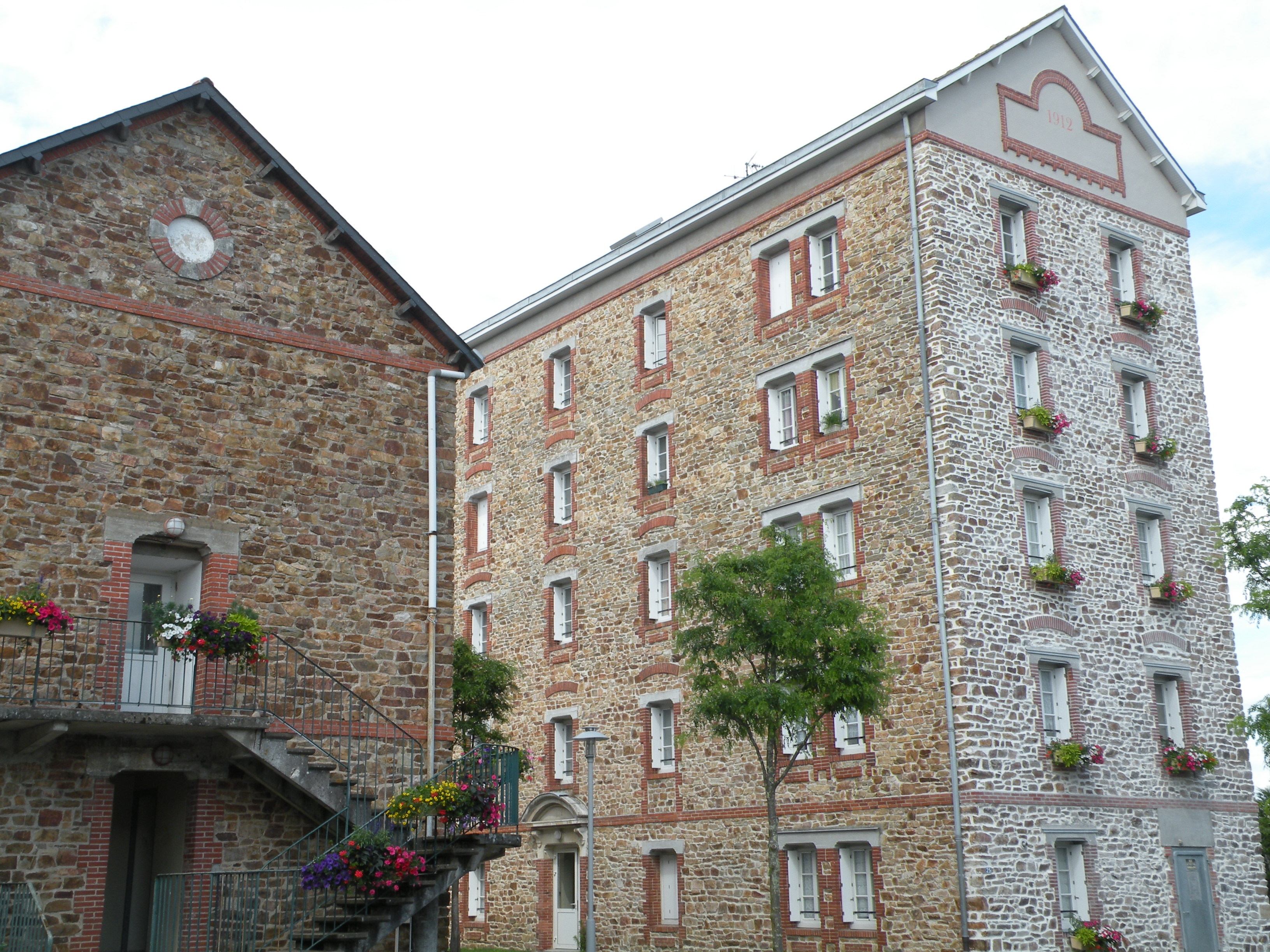
L'ancienne minoterie reconvertie en logements.

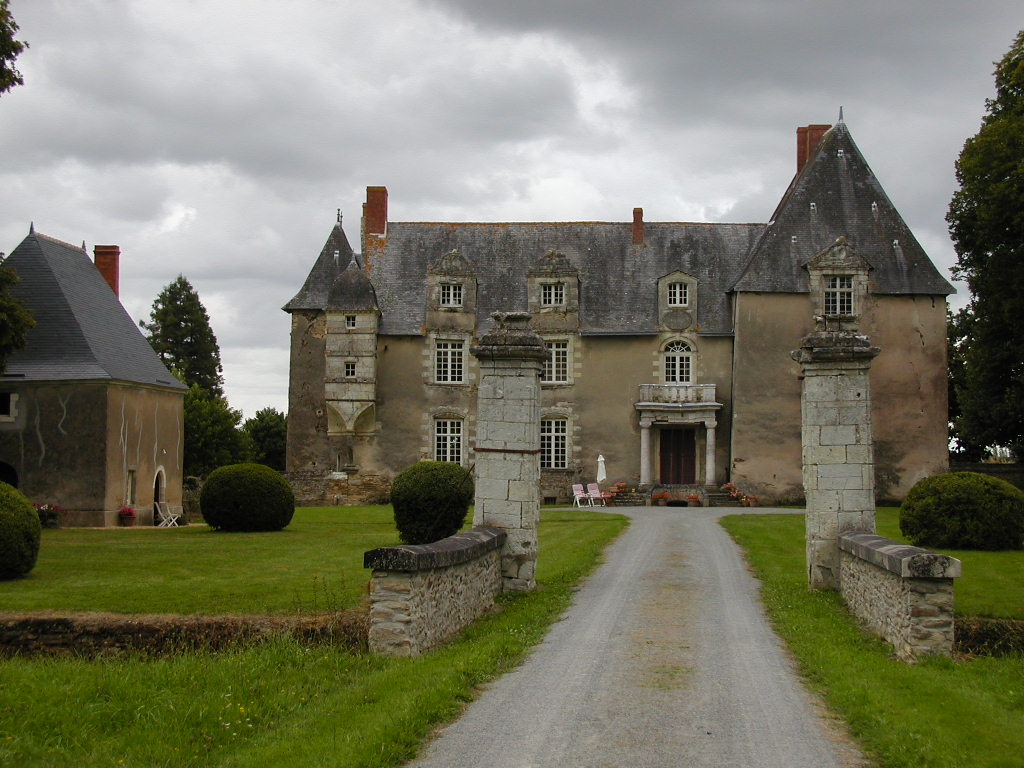
Château de Quéhillac

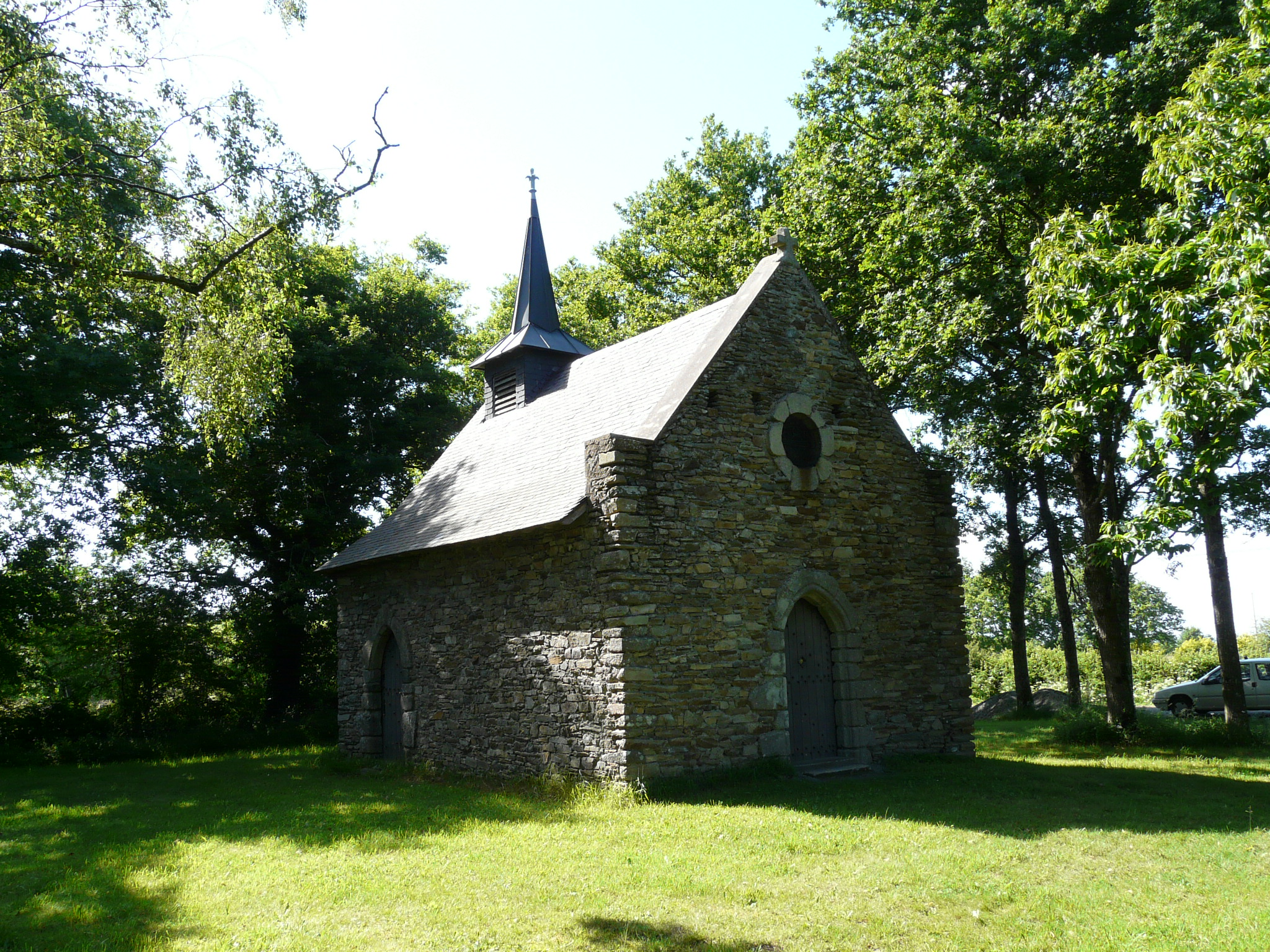
Chapelle St Julien

#### Patrimoine civil
- Manoir de Boisjourdan, construction du XVe siècle en plein centre ville, ayant appartenu à Pierre Raboceau, secrétaire des ducs de Bretagne Pierre II de Bretagne (1418-1457), duc, et comte de Montfort de 1450 à 1457 et François II de Bretagne (1435-1488), duc et comte de Montfort de 1458 à 1488. Dont la destruction de ce patrimoine de 600 ans est programmé malgré les vives protestations des personnalités chargées de la protection du petit patrimoine et de celles du monde de l'art.
- Le monument de la reddition de la poche de Saint-Nazaire le 11 mai 1945. Il est en forme de croix de Lorraine et se trouve à la sortie sud-ouest du bourg sur le site de l'hippodrome du Grand Clos. Il est inauguré le 9 octobre 1949 en remplacement d'une précédente croix de Lorraine en bois datant de 1947 et commémoré le 20 mai 1951 par la venue du général de Gaulle qui déclare à cette  occasion : « Le 11 mai 1945, c'est ici que s'est terminée la deuxième guerre mondiale en Europe »[31].
- Le monument aux morts de la guerre 1914-1918 est situé dans le cimetière communal. La liste des soldats décédés des deux guerres se trouve sur le relevé no 32792 du site MémorialWebGen [archive].
- Le château de Quéhillac forme un ensemble architectural remarquable des XVIe et XVIIe siècles, composé du château, de la chapelle Saint-Matthieu, du logis du chapelain, des écuries, de la fuie, des ponts et des douves. L'ensemble est inscrit sur la liste des Monuments Historiques depuis le 22 novembre 2002. En 1640, Nicolas Fouquet, ministre des finances de Louis XIV épouse en premières noces Louise Fourché de Quéhillac qui lui apporte 160 000 livres de dot et la terre de Quéhillac. Cette terre reviendra à la famille Fourché de Quéhillac par le rachat qu'en fera son cousin par alliance, Jean Fourché (v. 1617-1675], mort sans postérité et est encore actuellement la propriété de ses héritiers.

#### Patrimoine religieux
- L'église Saint-Sauveur, dite église de la Transfiguration, construite en 1892[32],[33], sise dans l'îlot Datin[34].
- La chapelle Saint-Julien, située dans le village de Saint-Julien, sur la RD43, est considérée comme la chapelle de  la frairie de la Gavalais (village situé à 2,5 km au sud-ouest). Elle est dédiée à Saint-Julien l'Hospitalier et abrite une statue le représentant en costume militaire. Endommagée à la Révolution, cette chapelle a été plusieurs fois restaurée. Elle s'est effondrée une nuit de l'hiver 1915, et a été reconstruite à l'initiative de l'abbé Pierre Roberdel en 1962.
- La chapelle Saint-André située au village du Chatel, à 1 km au sud-est de Bouvron, elle est dédiée dès le Xe siècle au premier apôtre du Christ, patron de la paroisse. Au Moyen Âge, autour de la chapelle, on érige des maladreries, où les lépreux trouvent refuge et réconfort. Le site Saint-André a longtemps été un centre d'affaires et de foires. La chapelle a bénéficié de rénovations successives et d'une solennelle bénédiction, en 1963, après avoir été rebâtie en plus grand et en retrait de la route.

### Héraldique
| Blason | Blasonnement : De sinople au chevron d'or accompagné en chef de deux castors assis affrontés et en pointe d'une épée tombante posée en pal, le tout d'argent ; au chef d'argent chargé de neuf mouchetures d'hermine de sable posées 5 et 4. Commentaires : Bouvron tire son nom du vieux français bouvron : « rivière aux castors », d'où les deux castors ; l'épée tombante rappelle la reddition allemande de la poche de Saint-Nazaire le 11 mai 1945. Les mouchetures d'hermine évoquent le blasonnement d'hermine plain de la Bretagne, rappelant l'appartenance de Bouvron à la Bretagne. Blason conçu par la mairie. |

## Personnalités liées à la commune
- Pierre Raboceau (14..-vers 1473), propriétaire du manoir de Boisjourdan, il fut secrétaire des ducs Pierre II, Arthur III, et François II, jusqu'en 1471, son neveu Jacques Raboceau reprit la charge de 1473 à 1476[35].
- Jean Fourché (v1556-v1612) seigneur de Quéhillac, acteur nantais des guerres de religion et proche du duc de Mercœur, maire de Nantes (1597 - 1599)
- Nicolas Fouquet (1615-1680), surintendant des finances de Louis XIV, a épousé en 1640 Louise Fourché de Quéhillac (1619-1641), petite fille de Jean Fourché (ci-dessus). Elle lui apporte en dot la terre de Quéhillac.
- Nicolas Corbillé (1755-1794), prêtre, vicaire à Bouvron. Prêtre réfractaire, il exerça clandestinement son ministère et fut fusillé à Bouvron le 25 germinal de l' an II.
- Jules Janssen (1824-1907), astronome, inventeur, photographe, parti de Paris à  5 h à bord du ballon Le Volta, le 2 décembre 1870, il atterrit au lieu-dit Le Friche Blanc à Bouvron à 11h30.
- Pierre Waldeck-Rousseau (1846-1904) séjourna dans la maison de campagne familiale de Vilhouin, acquise en 1854 par son père René Waldeck-Rousseau, député de Loire-Inférieure et maire de Nantes entre 1870 et 1873. Son frère Louis Waldeck-Rousseau hérita de la maison de Vilhouin et fut maire de Bouvron de 1883 à 1886.
- Pierre Loti (1850-1923), officier de marine, écrivain et académicien, ayant des origines aux Aulnais à Bouvron
- Julien Chotard (1853-1897) né aux Aulnais, prêtre des Missions étrangères de Paris. Il est décédé au Tonkin en 1897.
- Octave Terrienne (1902-1994), le plus jeune évêque du monde en 1938[36], est né à la Voliais en 1902.
- Charles de Gaulle inaugura le monument de la reddition (du 11 mai 1945) de la poche de Saint-Nazaire le 20 mai 1951[37].